# Gare de la rue Rogier
Pour les articles homonymes, voir Rue Rogier.
La gare de la rue Rogier est une ancienne gare ferroviaire belge de la ligne 161 de Schaerbeek à Namur qui se trouvait avenue Rogier, près du pont qui surplombe la tranchée du chemin de fer, sur le territoire de la commune de Schaerbeek en Région de Bruxelles-Capitale.
Elle est mise en service au milieu des années 1860 par la Grande compagnie du Luxembourg. Elle est fermée vers 1920.
Elle figure parmi les anciennes gares qui ont le potentiel pour une éventuelle réouverture dans le cadre du Réseau express régional bruxellois (RER).

## Situation ferroviaire
Établie à 41 mètres d'altitude, la gare Rogier est située au point kilométrique (PK) 2,360 de la ligne 161 de Schaerbeek à Namur, entre les gares ouvertes de Schaerbeek et de Bruxelles-Schuman. En direction de Schaerbeek, s'intercalent les anciennes haltes : Rue Royale Sainte-Marie, Rue des Palais et Josaphat, et vers Bruxelles-Schuman, celle de la Chaussée de Louvain.

## Histoire

### Ancienne station
La station de la rue Rogier est mise en service au milieu des années 1860, peut-être au mois de mai 1865 ou le 10 mai 1866, par la Grande compagnie du Luxembourg sur sa ligne de chemin de fer de ceinture à voie unique raccordement de sa ligne de Bruxelles à Namur et au Luxembourg. Elle est établie au croisement de la voie ferrée et du bas de la rue Rogier. Un pavage est posé du fait du trafic généré par la création de la station. Elle est ouverte aux voyageurs et aux marchandises, un bureau de poste et télégraphe spécifique y est ouvert le 7 juin 1866.
Cette section de la ligne est mise à deux voies en 1872 et la Grande compagnie du Luxembourg est nationalisée. Vers 1906, cette portion de la rue est renommée « avenue Rogier » et en 1910, d'importants travaux sont effectués pour mettre la ligne en tranchée en la déplaçant légèrement vers l'Est, avec également la suppression du passage à niveau et la création du pont routier. L'ancien tracé de la ligne de chemin de fer à niveau devient un vaste boulevard actuellement appelé avenue Paul Deschanel.
La gare de l'avenue Rogier est fermée vers 1920. Aujourd'hui, il est toujours possible de distinguer l'emprise de la gare entre les ponts de l'avenue Rogier et de l'avenue des Azalées. En effet, la plate-forme est à cet endroit plus large que le reste de la ligne et une rampe d'accès, partant de l'avenue Rogier, est utilisée par Infrabel pour accéder à des installations techniques.

### Projet de réouverture
Dans le cadre de la création du Réseau express régional bruxellois (RER), la remise en service de cette ancienne halte est un projet proposé par la région de Bruxelles-Capitale, mais peu considéré par la SNCB. Néanmoins, en 2012, le dossier n'est pas totalement clos et une étude « médiatrice » souligne l'intérêt potentiel de cet arrêt.